# Sweet Oblivion
Sweet Oblivion è il sesto album discografico degli Screaming Trees, pubblicato nel 1992; è il disco di maggiore successo di critica e commerciale della band grazie anche al singolo Nearly Lost You contenuto nella colonna sonora del film Singles - L'amore è un gioco.

## Descrizione
Dopo il precedente album, Uncle Anesthesia, che non aveva ricevuto il successo sperato, Mark Lanegan abbandona il gruppo durante il tour promozionale e ritorna a Seattle, considerando ormai conclusa l'esperienza del gruppo, per dedicarsi a una carriera solista; contattato dal fratelli Connor cambia idea grazie alla possibilità di pubblicare un album con una grande etichetta come la Epic Records in un momento nel quale, grazie al successo dei Nirvana, la scena di Seattle, della quale il gruppo è parte integrante, è al centro dell'attenzione dei media. I due Conner e Lanegan decidono di contribuire insieme alla scrittura dei brani e, per sostituire il batterista Mark Pickerel che nel frattempo se ne era andato, chiamano Barrett Martin dei disciolti Skin Yard; come produttore viene scelto Don Fleming.
L'album venne mixato da Andy Wallace.

## Tracce
1. Shadow of the Season – 4:34 (Gary Lee Conner)
2. Nearly Lost You – 4:07 (Gary Lee Conner, Mark Lanegan e Van Conner)
3. Dollar Bill – 4:35 (Mark Lanegan e Van Conner)
4. More or Less – 3:11 (Gary Lee Conner, Mark Lanegan e Van Conner)
5. Butterfly – 3:22 (Gary Lee Conner, Mark Lanegan e Van Conner)
6. For Celebrations Past – 4:09 (Barrett Martin, Gary Lee Conner, Mark Lanegan e Van Conner)
7. The Secret Kind – 3:08 (Barrett Martin, Gary Lee Conner, Mark Lanegan e Van Conner)
8. Winter Song – 3:43 (Gary Lee Conner)
9. Troubled Times – 5:20 (Barrett Martin, Gary Lee Conner, Mark Lanegan e Van Conner)
10. No One Knows – 5:13 (Gary Lee Conner)
11. Julie Paradise – 5:05 (Mark Lanegan e Van Conner)

## Formazione
- Mark Lanegan - voce
- Gary Lee Conner - chitarra
- Van Conner - basso
- Barrett Martin - batteria